# Ludwinowo (obwód brzeski)
Ludwinowo (błr. Людвінава, Людвінова; ros. Людвиново, hist. również Ludwinów) – wieś na Białorusi, w rejonie drohiczyńskim obwodu brzeskiego, około 7 km na południe od Drohiczyna.

## Historia
Majątek od XVII wieku był własnością rodziny Orzeszków herbu Korab. W 1845 roku właścicielem dóbr był Feliks Orzeszko, po którym dziedziczył jego starszy syn, Piotr (1825–1874), który w 1858 roku ożenił się z Elizą Pawłowską. Eliza, odtąd Orzeszkowa, w czasie powstania styczniowego ukrywała tu Romualda Traugutta, zanim we własnej karecie wywiozła go do Królestwa. Eliza spędziła w majątku 6 lat. Jej mąż Piotr w wyniku carskiego śledztwa został aresztowany i osadzony w więzieniu w Kobryniu, a w 1865 roku zesłany do guberni permskiej. Majątek o powierzchni 1218 dziesięcin został skonfiskowany przez władze carskie i sprzedany Rosjaninowi Pawłowi Kantorowowi, po którym dziedziczył jego syn Mikołaj. Został on zabity przez bandytów w Rohaczowie, gdy uciekał w czasie I wojny światowej przed Niemcami. Od jego spadkobierców majątek kupili Rosjanie, bracia Rozwadowscy, którzy rozparcelowali majątek po I wojnie światowej. Dwór kupił niejaki Wener, który rozebrał większą jego część.
Po III rozbiorze Polski w 1795 roku Ludwinowo, wcześniej należące do województwa brzeskolitewskiego Rzeczypospolitej, znalazło się na terenie guberni słonimskiej (1795–1796), później litewskiej (1797–1801) i grodzieńskiej (1801–1915) Imperium Rosyjskiego.
Po ustabilizowaniu się granicy polsko-radzieckiej w 1921 roku Ludwinowo znalazło się na terenie Polski, w gminie Osowce w powiecie drohickim województwa poleskiego, od 1945 roku – w ZSRR, od 1991 roku – na terenie Republiki Białorusi.
We wsi leży kamień poświęcony pamięci Elizy Orzeszkowej.

## Dawny dwór
Stary, parterowy, drewniany dwór pochodził prawdopodobnie z XVIII wieku. Nic po nim nie zostało poza resztkami parku i jednym budynkiem gospodarczym.
Majątek w Ludwinowie jest opisany w 2. tomie Dziejów rezydencji na dawnych kresach Rzeczypospolitej Romana Aftanazego w rozdziale o Zakozielu.